# Archidiecezja Albi
Archidiecezja Albi (pełna nazwa: archidiecezja Albi (-Castres-Lavaur)) – archidiecezja Kościoła rzymskokatolickiego w południowej Francji. Powstała w III wieku jako diecezja Albi. W 1678 została podniesiona do rangi archidiecezji. W 1801 uległa likwidacji, ale już w 1822 przywrócono ją. W 1922 otrzymała swoją obecną, dłuższą nazwę oficjalną. Podczas reformy administracyjnej Kościoła francuskiego, wdrożonej w grudniu 2002 roku, utraciła status archidiecezji metropolitalnej i stała się archidiecezją sufragalną w ramach metropolii Tuluzy.

## Główne świątynie
- Katedra: Katedra św. Cecylii w Albi
- Konkatedry:
  - Konkatedra św. Alana w Lavaur
  - Konkatedra św. Benedykta w Catres

## Biskupi
- biskup diecezjalny: abp Jean-Louis Balsa (od 2023)
- biskup senior: abp. Jean Legrez OP (od 2023)